# Freeke Moes
Pour les articles homonymes, voir Moes.
Freeke Moes est une joueuse de hockey sur gazon néerlandaise née le 29 novembre 1998 aux Pays-Bas. Elle a remporté avec l'équipe des Pays-Bas la médaille d'or du tournoi féminin aux Jeux olympiques d'été de 2020 à Tokyo.